# Trochoderma
Trochoderma is een geslacht van zeekomkommers uit de familie Myriotrochidae.

## Soorten
- Trochoderma elegans Théel, 1877